# Juan de Valdés Leal

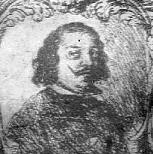
Juan de Valdés de Leal

Juan de Valdés Leal (Sevilla, 4 mei 1622 – aldaar, 15 oktober 1690) was een Spaans schilder uit de periode van de barok.

## Biografie
Juan de Valdés Leal werd geboren in de stad Sevilla en wist zich in zijn stad te onderscheiden als architect, beeldhouwer en vooral als schilder. Valdés Leal werkte in het begin van zijn  carrière een paar jaar in dienst van Antonio del Castillo in Córdoba. Nadat hij uit dienst trad bij Del Castillo werkte hij vooral als schilder in zijn geboortestad en Córdoba. Samen met zijn vriend Bartolomé Murillo stichtte  hij in Sevilla de Academie der Schone Kunsten. Valdés Leal stierf in zijn geboorteplaats in 1690.
Juan de Valdés kreeg samen met zijn vrouw Isabella (een dochter van de schilder Antonio Palomino) een paar kinderen die ook schilder werden, zijn zoon Lucas de Valdés nam na zijn vaders dood het bedrijf over.

## Werken

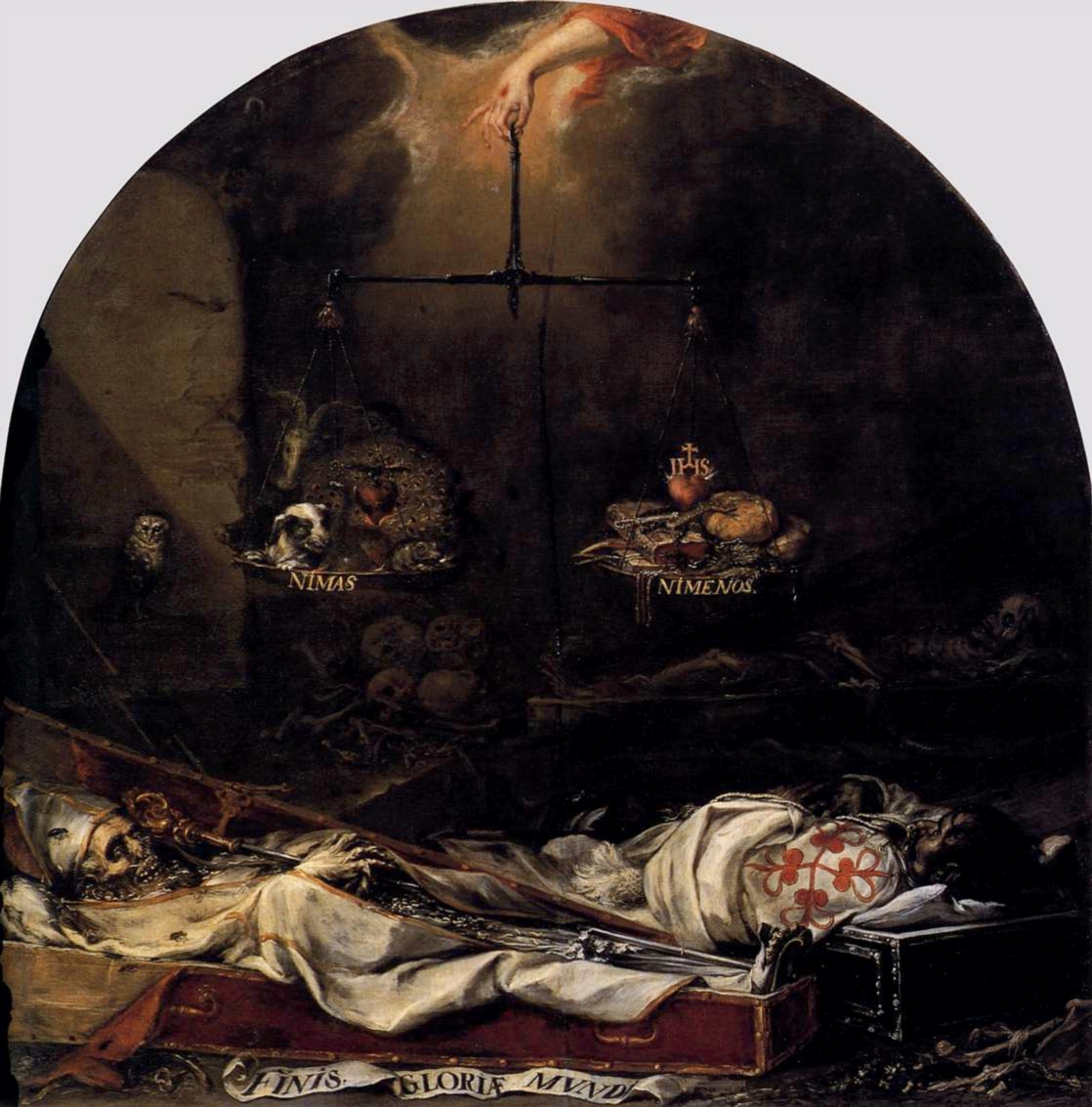
Finis gloriae mundi
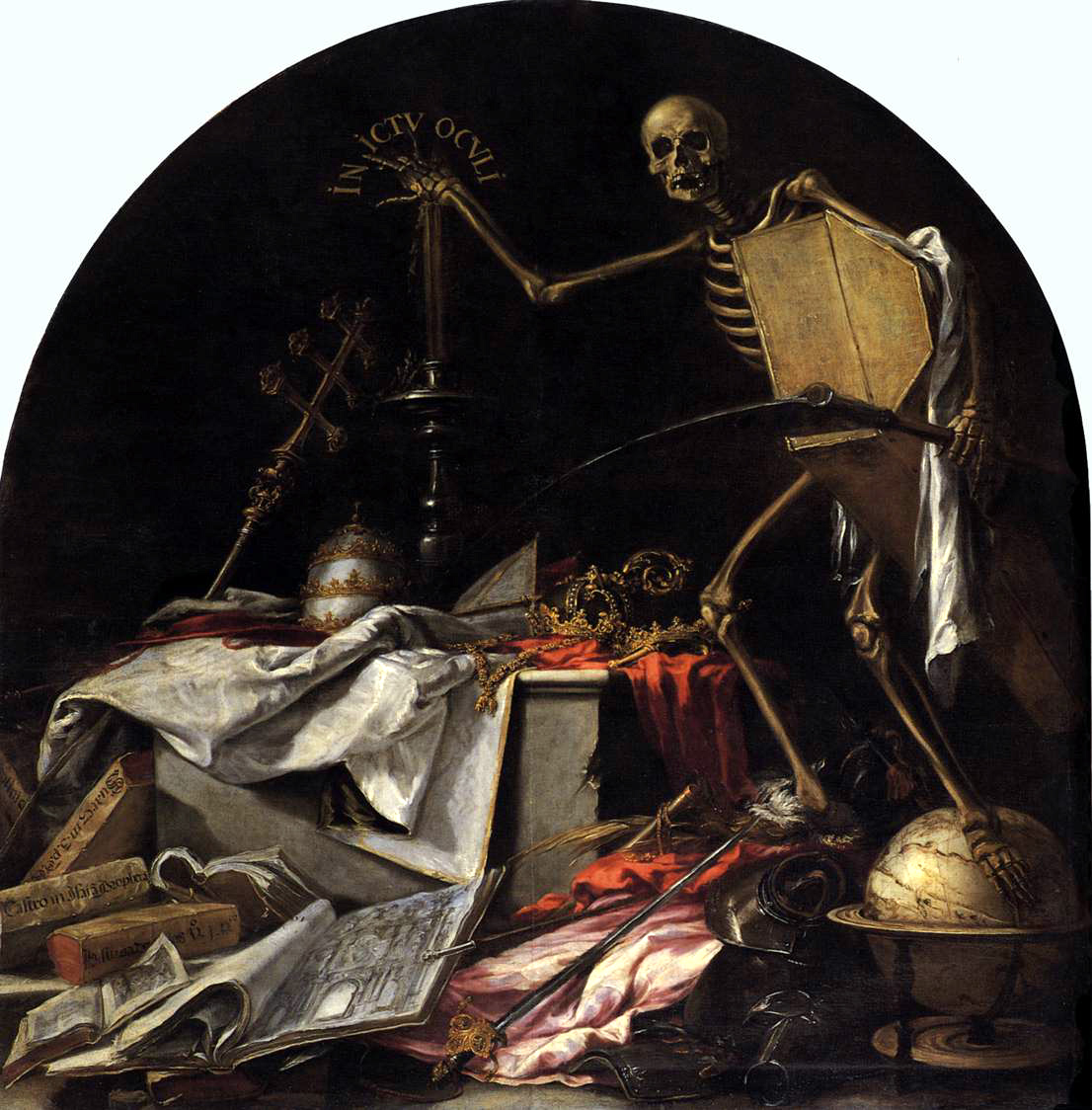
In ictu oculi
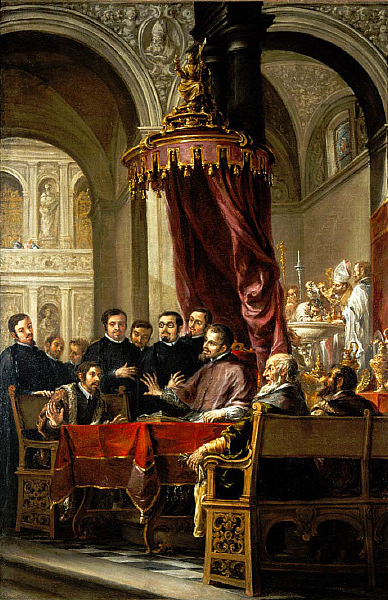
De bekering en doping van Augustinus van Hippo door Ambrosius van Milaan.
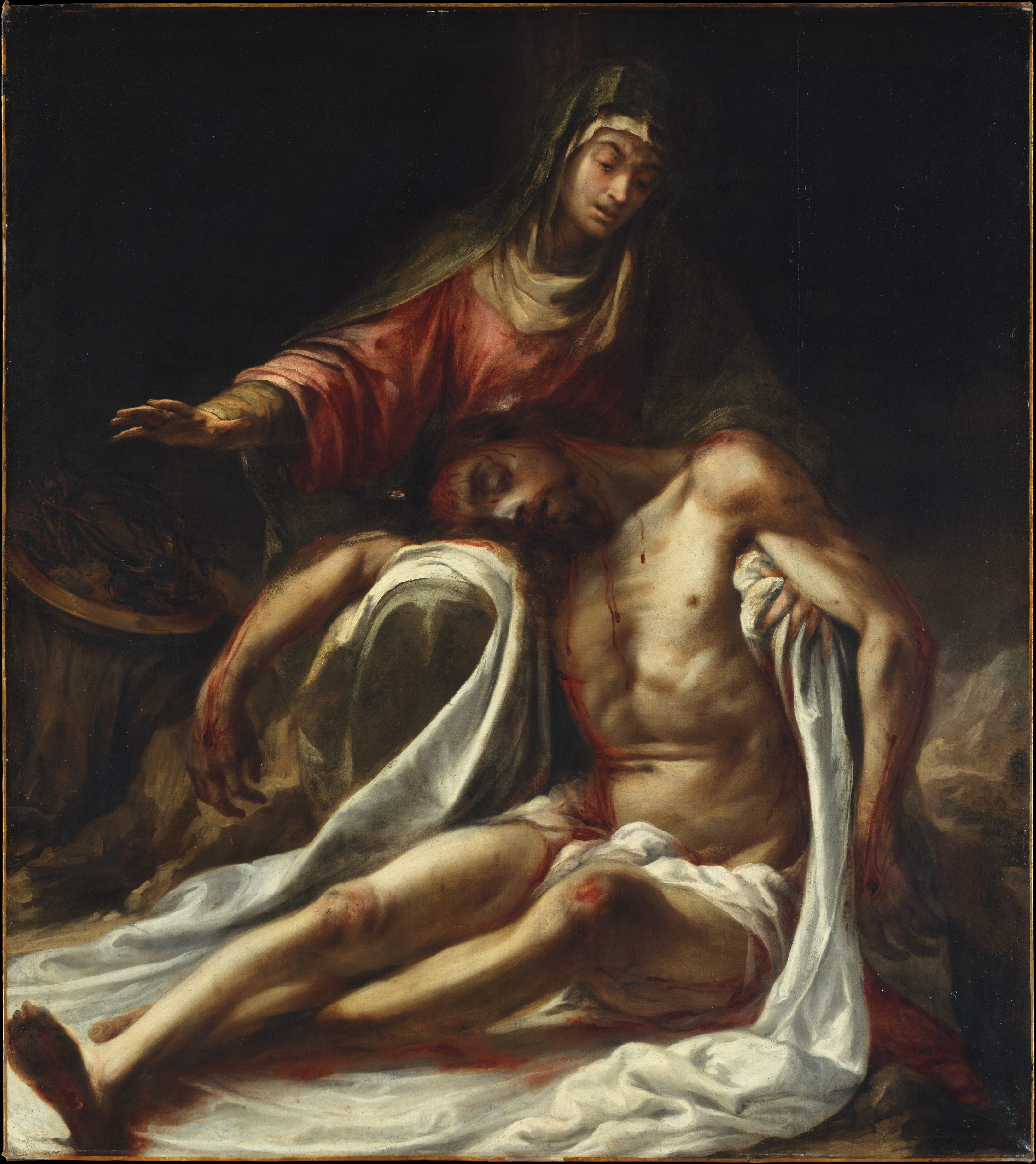
Pietà
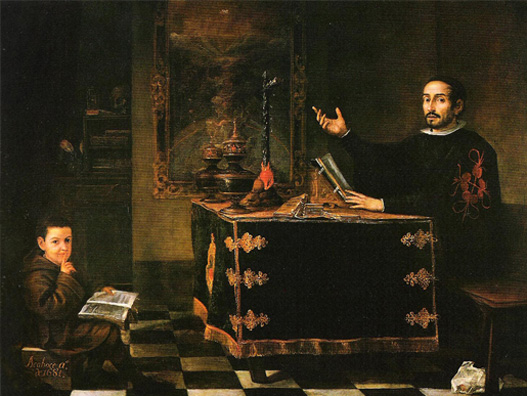
Don Miguel Mañara leest de regels van Caridad